# Dziewczyna (czasopismo)
Dziewczyna – magazyn dla nastolatek ukazujący się co miesiąc w latach 1991–2012. Znajdowały się w nim plotki ze świata show-biznesu, a także sesje modowe oraz dział poświęcony urodzie. Na łamach pisma psycholodzy udzielali również porad czytelniczkom przysyłającym do nich listy i e-maile. Każde wydanie miało około 84 stron.
Pierwszym wydawcą pisma było wydawnictwo Phoenix Intermedia. Kolejnym, od 1994 roku, JMG Magazine Publishing Company. W roku 2000 tytuł kupiło wydawnictwo Axel Springer Polska. W pierwszej dekadzie XXI wieku sprzedaż znacząco spadła (w 2009 roku średnio 90 tysięcy, w 2011 średnio ponad 42 tysiące) i wydawca w marcu 2011 roku połączył redakcję z magazynem „Popcorn”, a następnie zdecydował o zamknięciu tytułu. Od marca 2012 miesięcznik przejęło wydawnictwo BPV Polska.
Ostatni numer „Dziewczyny” ukazał się w czerwcu 2012 roku.